# Srors Dorn
Srors Dorn (ur. 20 czerwca 2000) – kambodżańska zapaśniczka walcząca w stylu wolnym. Zajęła dziesiąte miejsce na igrzyskach azjatyckich w 2018. Piąta na igrzyskach Azji Południowo-Wschodniej w 2019. Brązowa medalistka mistrzostw Azji Południowo-Wschodniej w 2022 roku.